# Ареополис
Арео́полис (греч. Αρεόπολις ή Αρεόπολη) — малый город в Греции. Расположен на высоте 249 метров над уровнем моря на полуострове Мани, в 1,5 километрах от приморской деревни Лимениона (Λιμένιον) на западном побережье залива Месиниакоса. Находится в южной части полуострова Пелопоннеса, в 21 километре к юго-западу от Йитиона, в 189 километрах к юго-западу от Афин, в 48 километрах к юго-востоку от Каламаты и в 52 километрах к юго-востоку от аэропорта «Капитан-Василис-Константакопулос». Исторический центр общины (дима) Анатолики-Мани в периферийной единице Лаконии в периферии Пелопоннес. Население 888 жителей по переписи 2011 года.
Название означает город Ареса, бога войны. В Ареополисе 17 марта 1821 года началась Греческая революция под предводительством Петроса Мавромихалиса. Сейчас Ареополис — процветающий город.
Есть оживлённый рынок на открытом воздухе на главной площади каждую субботу, на котором продаётся большое количество местной продукции. Работает музей «Башня Пикулакиса». В нескольких километрах к югу от города расположены Пещеры Диру.
Стилианос Мавромихалис (1899—1981), бывший премьер-министр Греции, родился в Ареополисе.

## Сообщество Ареополис
В местное сообщество Ареополис входят шесть населённых пунктов. Население 1014 жителей по переписи 2011 года. Площадь 15,169 квадратного километра.
| Населённый пункт | Население (2011), человек |
| ---------------- | ------------------------- |
| Ареополис        | 888                       |
| Дриалия          | 18                        |
| Лагокилион       | 48                        |
| Лименион         | 11                        |
| Омале            | 21                        |
| Сотирас          | 28                        |

## Население
| Год  | Население, человек |
| ---- | ------------------ |
| 1991 | 611                |
| 2001 | 727                |
| 2011 | ↗ 888              |